# Tipus 92 Jyu-Sokosha
La Tipus 92 Jyu-Sokosha, transliterat del japonès 九二式重装甲車, va ser la primera tanqueta fabricada per l'Imperi del Japó i va entrar en servei l'any 1932, mantenint-se en producció fins al 1939. La Tipus 92 es va dissenyar per explorar i donar suport a les unitats de cavalleria basant-se en les tanquetes Carden-Lloyd ja que el tanc d'infanteria, el Tipus 89 Yi-Go, no era suficientment ràpid. Amb un pes de gairebé 4 tones, i armada només amb metralladores, la velocitat era de 40 km/h per carretera.
De la producció se'n va encarregar la companyia Ishikawajima Motorcar Manufacturing, avui en dia Isuzu, que en va fabricar 167 unitats. El disseny va demostrar ser útil en els escenaris de la Segona Guerra sinojaponesa, tot i que la suspensió es va haver de redissenyar tres cops. La producció va cessar el 1939 a causa del seu insuficient blindatge. Durant la Segona Guerra Mundial la majoria d'aquests models es van mantenir a la Xina, on sovint servien per avituallar el front fent servir un remolc perquè els vehicles amb rodes tenien dificultats per moure's per les carreteres xineses. La majoria de tanquetes Tipus 92 van ser destruïdes cap al final de la guerra pels soviètics durant l'Operació Tempesta d'Agost.

## Desenvolupament
Acabada la Primera Guerra Mundial el Japó va decidir iniciar una modernització del seu exèrcit, comprant material als principals contendents. Els primers tancs que es van adquirir van ser utilitzats majoritàriament a les escoles d'infanteria i cavalleria de l'exèrcit imperial japonès.
Basant-se en aquests models importats, el 1929 s'aconseguiria dissenyar un tanc propi: el Tipus 89 I-Go. El cos de cavalleria, relativament independent de la resta de l'exèrcit, volia un vehicle barat, ràpid i lleuger per dur a terme reconeixements i el Tipus 89 no complia amb les especificacions. Per altra banda, el 1928 s'havien comprat 6 tanquetes Carden-Lloyd Mark VI, que s'anomenarien Tipus 88, i el 1930 se'n comprarien dues més, versió Mark VIb. Aquests models de seguida van sobresortir com les opcions més adequades per la cavalleria, i el 1931 van comprar els drets per una tanqueta amfíbia. El primer model que desenvoluparien els nipons també seria un model amfibi, conegut com a Tipus 92 A-I-Go, però la mobilitat camp a través dels dos prototips va ser tan insuficient que es va desestimar. Tot i això, basant-se en aquest disseny aviat van aparèixer diferents variants més adequades: la Tipus 2592 Chokei Sensha (2592 Gata 92 Sokosha), la Tipus 2594 Chokei Sensha (2594 Gata 94 TK) i la Tipus 2597 Te-Ke (Te-go o Ke-ge). A diferència de l'original britànic, tots aquests models disposaven de torreta. Per la cavalleria, en primer moment, es triaria el model 2592, indicant l'any d'entrada en servei segons el calendari japonès.
Les proves es durien a terme a partir de 1931 i el principal problema va ser el tren de rodatge, que es va haver de redissenyar en diferents ocasions. També hi van haver canvis importants durant la producció, que va durar vuit anys, des de 1932 fins a 1939. Només se'n van fabricar 167 unitats, en dues versions: "primerenca" i "tardana". La segona versió, que fou la més nombrosa, disposava d'una eruga totalment nova amb dos bogis, rodes més grans i dos corrons de retorn. Altres canvis incloïen un redisseny de les espitlleres i les troneres del vehicle. L'armament també es va modificar, la metralladora Tipus 91 es va reemplaçar per una Tipus 97, de calibre 7,7 mm.

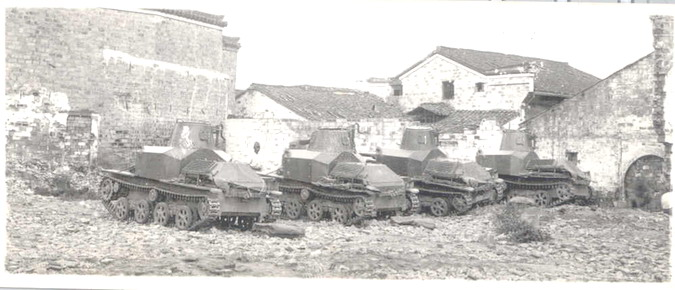
Tanquetes Tipus 92 de la unitat de tanquetes del 15è grup d'infanteria a Wanshi Chin, vora Nanquín, l'any 1941.

Durant la Segona Guerra Mundial, acabada la producció, la Tipus 92 va rebre moltes modificacions d'armament. Una variant incloïa una muntura antiaèria, amb una metralladora Tipus 97 addicional col·locada al darrere de la torreta. El servidor d'aquesta metralladora antiaèria s'asseia a una cadira col·locada sobre l'escotilla per accedir al motor. També s'hi va adaptar un canó automàtic de 20 mm Tipus 98 i més tard es va intentar afegir-hi un canó antitanc de 37 mm.

## Característiques
El resultat final estava basat, aproximadament, en les tanquetes Carden-Lloyd. Contràriament a d'altres dissenys coetanis, la Tipus 92 disposava d'una torreta i podia acomodar tres tripulants, en part gràcies a la mida mitjana del soldat japonès, més menut que un europeu o americà. Així, el resultat és un model entremig de la tanqueta i el tanc lleuger. El blindatge estava format per acer reblonat amb un buc amb el frontal molt inclinat. El conductor estava situat en un petit sortint al frontal, rere el motor que anava al davant de tot. La resta de la tripulació, el comandant i el servidor de la metralladora de buc, anaven situats a sota de la torreta. Per entrar i sortir disposaven d'una gran porta al darrere del compartiment a més a més d'una escotilla rodona i una altra de quadrada sobre la torreta i el seient del conductor, respectivament. Per parlar amb la infanteria, al darrere i a l'esquerra de la torreta, també hi havia una petita obertura.
El motor de gasolina de 6 cilindres estava situat al darrere, estava refrigerat per aire i podia ser un model de Ishikawajima o Mitsubishi. La suspensió era de tipus bellcrank. El tren de rodatge va evolucionar en tres fases: l'inicial s'assemblava al del model Tipus 92 A-I-Go, els 2 prototips amfibis, amb dos bogis a cada costat que estaven connectats a dues rodes respectivament. Durant les primeres operacions a la Xina es va fer evident que aquesta configuració tendia a sortir de l'eruga quan es feien girs a gran velocitat. Per això es va canviar, incloent tres bogis a cada lateral amb 12 rodes de rodament en total i tres corrons de retorn. El tub d'escapament estava situat al darrere i a l'esquerra del vehicle, amb un gran silenciador. A més a més, també estava equipat amb llums de cerca per operacions nocturnes i amb una botzina.

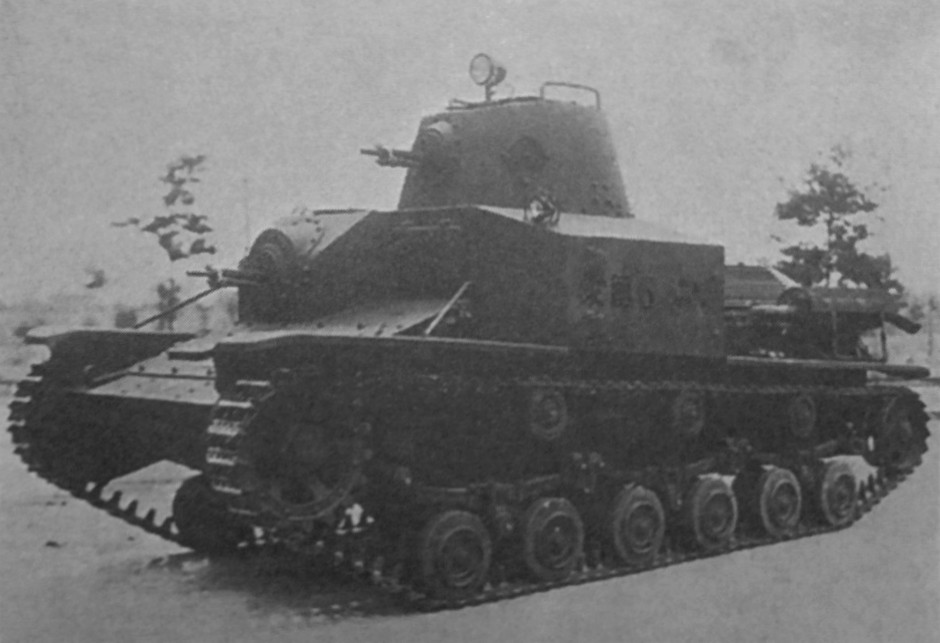
Model inicial de la tanqueta Tipus 92, fotografiada la dècada dels 30.

Inicialment la Tipus 92 disposava de dues metralladores Tipus 91, una a la torreta i l'altre al buc. Posteriorment es va substituir la del buc per una metralladora pesant Tipus 92 de 13,2 mm, basada en la metralladora Hotchkiss, que podia perforar la major part dels blindats xinesos. També es va intentar muntar aquesta metralladora a la torreta però no va ser possible, a causa de les grans dimensions. Els punts cecs de la torreta es cobrien amb petites troneres per on la tripulació podia disparar les seves armes personals.

## Ús en combat
La majoria de les unitats de cavalleria estaven ubicades a Manxúria, quan la Tipus 92 va arribar a xifres significatives de producció. En un primer moment les tanquetes es van desplegar a l'Exèrcit de Kwantung o l'Exèrcit de Corea sota control japonès. La seva primera missió amb èxit va ser l'assalt de Harbin, l'any 1932. També van participar en la Batalla de Rehe (febrer-març de 1933), durant la campanya de Mongòlia. La majoria van continuar combatent durant la Segona guerra sinojaponesa i els models supervivents al final de la guerra serien destruïts durant l'Operació Tempesta d'Agost.
La tanqueta Tipus 92 no es considera un model efectiu, estava pobrament blindada i armada per combatre contra tancs i també era massa lenta. A partir de 1937 la producció es va anar substituint per tanquetes Tipus 97 Te-Ke.